# Ekseption
Ekseption est un groupe rock progressif néerlandais, originaire d'Haarlem. Il est formé en 1967 et dissout en 1989.

## Biographie
Formé de la fusion des groupes The Jokers et Incrowd, Ekseption après avoir officié dans un registre jazz, devient rapidement au cours des années 1970, une des figures de proue du rock progressif néerlandais.
Ekseption fait une entrée très remarquée sur les radios françaises par le single The Fifth en 1969, et son interprétation de la cinquième symphonie de Beethoven dans un style rock progressif. Ce dernier reste la marque de fabrique du groupe. La face B de ce single réinvente la fameuse Danse du Sabre de l'arménien Aram Khatchatourian. S'ensuit le premier album, lequel connaîtra un certain succès dans l'Hexagone. Après son départ du groupe en 1973, le claviériste Rick van der Linden va former le groupe Trace, et trois albums voient le jour, soit : Trace (1974), Birds (1975) et le dernier, White Ladies, avec la fusion de quelques musiciens de Ekseption.
Un groupe dérivé, appelé Spin, se forme plus tard en 1978 et compte deux albums, mais le succès mène à sa dissolution. En 1978, Trace et Spin redeviennent Ekseption. Le groupe se réunit périodiquement jusqu'à la mort de van der Linden, en 2006.

## Membres
Cette section regroupe l'ensemble des musiciens, excepté les anonymes ayant participé aux enregistrements, qui ont fait partie d'Ekseption entre 1967 et 1989 :
- Rein van den Broek - trompette (1967-1989)
- Rick van der Linden - claviers (1969-1973, 1978-1981)
- Cor Dekker  - basse (1969-1975)
- Peter de Leeuwe - batterie, chant (1969, 1971-1972)
- Rob Kruisman  - saxophone, flûte, chant (1969)
- Huib van Kampen  - guitare, saxophone (1969)
- Dennis Whitbread (de son vrai nom Dennis Witbraad) - batterie (1970)
- Dick Remelink - saxophone, flûte (1970-1972)
- Michel van Dijk  - chant (1970)
- Linda van Dyck  - chant (1970)
- Erik van Lier  - trombone, tuba (1970)
- Tony Vos  - saxophone, production (1969-1971)
- Steve Allet, de son vrai nom Koen Merkelbach  - chant (1970)
- Jan Vennik  - saxophone, flûte (1973-1979)
- Pieter Voogt  - batterie (1973-1975)
- Hans Jansen  - claviers (1974-1975)
- Hans Hollestelle  - guitare (1974-1976)
- Max Werner  - batterie (1981)
- Johan Slager  - basse, guitare (1981)
- Jan Hollestelle  - basse, synthétiseur, violoncelle (1976)
- Cees Kranenburg  - batterie, percussions (1976)

## Discographie
- 1969 : Ekseption
- 1969 : Beggar Julia's Time Trip
- 1970 : Classic In Pop
- 1971 : Ekseption 3
- 1971 : Ekseption 00.04
- 1972 : Ekseption 5
- 1973 : Trinity
- 1974 : Bingo
- 1975 : Mindmirror
- 1976 : Back to the Classics
- 1976 : Spin
- 1977 : Whirlwind
- 1978 : Ekseption '78
- 1981 : Dance Macabre
- 1989 : Ekseption '89
- 1994 : The Reunion (live)